# Comin' Round the Mountain
Comin' Round the Mountain este un film de comedie muzical american din 1951 regizat de Charles Lamont. În rolurile principale joacă actorii Bud Abbott și Lou Costello.

## Distribuție
- Bud Abbott: Al Stewart
- Lou Costello: Wilbert
- Dorothy Shay: Dorothy McCoy
- Gleen Strange: Devil Dan Winfield
- Kirby Grant: Clark Winfield
- Margaret Hamliton: Aunt Huddy
- Ida Moore: Granny McCoy